# Lhota (Kladno)
Lhota é uma comunas checa localizada na região da Boêmia Central, distrito de Kladno.